# Simon Kremer
Simon Kremer (* 30. September 1985 in Attendorn) ist ein deutscher Journalist, Buchautor und Kolumnist. Von Juni 2016 bis August 2020 war er Nahostkorrespondent für die Deutsche Presse-Agentur (DPA). Für seine Arbeiten aus dem Nahen Osten erhielt er zahlreiche Medienpreise. Seit seiner Rückkehr nach Deutschland arbeitet er für den MDR 3.

## Leben und Werdegang als Journalist
Kremer wuchs im Sauerland auf und begann schon während seiner Schulzeit journalistisch zu arbeiten und war zunächst bei der Lokalredaktion der Westfalenpost in Lennestadt tätig. Anschließend studierte er Deutsch und Politikwissenschaften auf Lehramt in Marburg und Dresden. 2009 ging er kurz vor dem Ausbruch des sogenannten „Arabischen Frühlings“ mehrere Monate für ein Arabischstudium nach Damaskus. Anschließend volontierte er beim NDR in Hamburg, wo er später auch als Nachrichtenredakteur und Investigativreporter tätig war. Während des Studiums arbeitete er freiberuflich für zahlreiche deutsche Medienhäuser und veröffentlichte u. a. in Die Zeit, Stern.de, Associated Press, DPA und Spiegel Online.
Zur Zeit des „Arabischen Frühlings“ berichtete Kremer immer wieder aus dem Nahen Osten und Afrika, u. a. als freier Journalist für den NDR und den Deutschlandfunk. 2016 wechselte er als Korrespondent zur DPA und berichtete von Tunis aus mehrere Jahre aus dem Nahen Osten. Dabei unternahm er zahlreiche Recherchereise auch in Kriegs- und Krisengebiete wie Libyen oder Syrien. In dieser Zeit war er auch als Kolumnist für den Stern tätig. Im Oktober 2020 wurde Kremer Nachrichtenchef des Radiosenders MDR Sachsen-Anhalt, moderiert Hörfunknachrichten und berichtet crossmedial für den Sender. Wissenschaftlich beschäftigt er sich mit crossmedialen Erzählformen und Nachrichtenkriterien und ist als Trainer an verschiedenen Journalistenakademien und Hochschulen tätig.

## Veröffentlichungen

### Reiseführer
- Simon Kremer: MARCO POLO Reiseführer Tunesien. Mairdumont, Ostfildern, ISBN 978-3-8297-5122-3.

### Veröffentlichungen zu investigativer Recherche und crossmedialen Erzählformen
- Multimedia-Reportagen. In: Jakubetz, Langer, Hohlfeld (Hrsg.). Universalcode: Journalismus im digitalen Zeitalter. Euryclia.
- Die Multimedia-Reportage – Journalisten-Werkstatt. Medienfachverlag Oberauer.
- Neuere Darstellungsformen im Journalismus. In: Sponar, Karla (Hrsg.). Studienbriefe der SRH Riedlingen
- Von Frühlingseuphorie zu Frühjahrsmüdigkeit. Westliche Medienmuster der arabischen Welt. In: Gerlach, Daniel et. Al. (Hrsg.). Atlas Arabischer Frühling: Eine Weltregion im Umbruch. Berlin, Bonn: Deutscher Levante Verlag/Bundeszentrale für politische Bildung.
- Digitale Recherche – Journalisten-Werkstatt. Medienfachverlag Oberauer.
- Die Reportage im Netz – Wenn Bilder laufen lernen und Digitale Narration. In: Reporter Forum[5]

## Preise und Auszeichnungen
Für seine Arbeiten hat Kremer zahlreiche journalistische Auszeichnungen erhalten. Unter anderem erhielt er den Grimme Online Award, Axel-Springer-Preis, CNN Journalist Award und den goldenen Columbus der Vereinigung deutscher Reisefournalisten. Das Medium Magazin wählte ihn 2010 zu den Top 30 Journalisten unter 30 und zu einem der „Newcomer des Jahres“.